# カンザス州上院第180号法案
カンザス州上院第180号法案（カンザスしゅう じょういん だい180ごう ほうあん、英: Kansas Senate Bill 180）、またはカンザス女性の権利章典（カンザスじょせいのけんりしょうてん、英: Kansas Women's Bill of Rights）は、出生証明に記載されたジェンダー以外の（法律上の）性別認定を禁じる、アメリカ合衆国カンザス州の法案。なお、アメリカ合衆国連邦政府はトランスジェンダーの地位を法的に認めている。同法令はトランスフォビアなものとされる。2023年4月、カンザス州知事のローラ・ケリー（当時）は、同法案に拒否権を行使した。

## 法案
カンザス州上院第180号法案は本来、2023年2月に共和党のレニー・エリクソンによってカンザス州議会上院に提出され、同州の保健福祉委員会による支援を受けた。同法案は修正を加えられたうえで同年4月4日に最終可決された。この法案は、「女性」を「卵子を生成するための生物学的な生殖機能が発達した」人間、「男性」を「女性の卵子を受精させるために生物学的な生殖器系が発達した」人間と定義する。同法案の支持者は、性同一性と生物学的性別を法律で定義すべきであり、特定の性別空間はトランスジェンダーを排除する必要があると主張している。また、同法案は、間性や男性器と女性器両方を持つ人、ミュラー管無発生の女性をはじめとしたインターセックスを除外している点で、批判を受けている。
パスポートや出生届、住宅の手続き文書における性別移行はアメリカ合衆国連邦政府によって認められているにもかかわらず、カンザスSB180はアイデンティティとしてのトランスジェンダーを完全に否定している。同法案はさらに、カンザス州内の官・民を問わず、いかなる機関においても出生時に割り当てられた性別以外の性別の割り当てを制限する。この法案は、同州のトランスジェンダーの人々が有する人権と法的権利を剥奪するものとして批判を受けてきた。

## 議会での証言
カンザス州上院第180号法案の公聴会において、同法案の賛成派は、性隔離のために生物学的性別を特別に法的に定義する必要性について述べ、また、この法案はトランスジェンダーに対する連邦政府の保護施策と一致しているとした。反対派は、この法案が時代錯誤であり不正確、過少包摂的な性および家族の定義を採用するものであり、インターセックスの人々を排除するものであると証言した。

## 拒否権
2023年4月20日、ケリー州知事はこの法案に拒否権を行使したうえで、同法案はカンザス州の経済発展をおびやかし、また、同州は差別的であると主張する訴訟の対象となる可能性があると述べた。カンザス州議会下院議員、ダン・ホーキンスは、州知事による拒否権行使を「左翼の活動家」の肩を持つものとして批判した。カンザス性暴力と家庭内暴力に対する連合（KCASDV） は、もしこの法案が成立し、連邦法に反した場合、同州に対する1700万ドルを超える連邦補助金を危うくするとした。

### 拒否権の無効化
2023年4月26日にはカンザス州上院が、また、翌27日には下院が拒否権の無効化決議を採択した。両院の決議により、カンザスSB180法案は法律として成立した。